# Belfast (hrabstwo Allegany)
Belfast – jednostka osadnicza w Stanach Zjednoczonych, w stanie Nowy Jork, w hrabstwie Allegany.